# Association populaire et démocratique timoraise
L' Association populaire et démocratique timoraise (portugais : Associação Popular Democratica Timorense ou APODETI) était un parti politique du Timor oriental, créé en 1974, favorable à son intégration par l’Indonésie.  Avec l’Union démocratique timoraise (UDT), un autre parti Timorais, ils signent en 1975 une pétition appelant l’Indonésie à annexer la région.

## Historique
Le Timor oriental est resté une colonie de l’Empire colonial portugais pendant de nombreuses années. Quand la révolution des œillets a renversé le régime de Lisbonne en 1974, le Timor oriental est entré dans une période de troubles.  Un des premiers changements fut d’autoriser la création de partis politiques. l’APODETI, tout comme l’Union démocratique timoraise et le FRETILIN, fut rapidement fondée après cette annonce. Les partis majoritaires ne croyaient pas en la viabilité d’un état indépendant pour le Timor oriental.
Le 27 mai 1974, c’est  un groupe de trente individus qui se rencontrent pour créer un parti préconisant l’intégration à l’Indonésie. Son nom originel était l’Associação para a Integração de Timor na Indonésia (l’Association pour l’intégration du Timor à l’Indonésie) mais au vu de l’impopularité de la position pro-intégration, il fut décidé de retirer ce mot du nom du parti.
Dans le manifeste originel, le parti appelle à une intégration autonome à l’Indonésie, tout comme il déclare supporter la liberté d’expression et les droits de l’homme. L’apprentissage de l’Indonésien dans les écoles du Timor oriental est aussi encouragé.
Le premier président de l’APODETI fut Arnaldo dos Reis Araújo, un éleveur de bétail de 60 ans qui avait collaboré avec les forces d’invasion japonaise durant la Seconde Guerre mondiale. Araujo passa plusieurs mois de l’année 1974 à Jakarta, où il rencontra des officiels du gouvernement qui trouvèrent rapidement des moyens de supporter son organisation. Plus tard, il devint le premier gouverneur du Timor oriental sous occupation indonésienne.
Le premier vice-président du parti était Hermenegildo Martins, propriétaire d’une plantation de café. Un autre dirigeant clef de l’APODETI était l’ancien professeur José Osorio Soares. Faisant écho au sentiment que le Timor oriental ne pourrait pas survivre en tant qu’état indépendant, il prêcher une foi inébranlable dans la volonté de l’Indonésie de les aider. En 1975 il dit : « Nous n’avons pas besoin de néocolonialisme, juste d’un contrôle de l’Indonésie ; et s’il nous faut quelque chose peut être pouvons nous l’obtenir d’elle. »
La popularité de l’APODETI était faible comparée à celle du FRETILIN, le parti pro-indépendance, ou même à celle du plus modéré UDT. Pourtant, elle reçut un soutien considérable de la part du gouvernement Indonésien, sous forme de dons financiers et de déclarations de solidarité. Quand les leaders de l’APODETI annoncèrent que 70 % de la population était favorable à l’intégration, les officiels indonésiens reprirent cette déclaration qui devint la base de l’information des medias à Jakarta. Au même moment, ces leaders étaient ridiculisés au sein même du Timor oriental et certains ne se déplaçaient plus sans garde du corps. Ceci, en conséquence, amena toujours plus de déclarations belliqueuses de la part des dirigeants de l’APODETI.